# Max Verworn

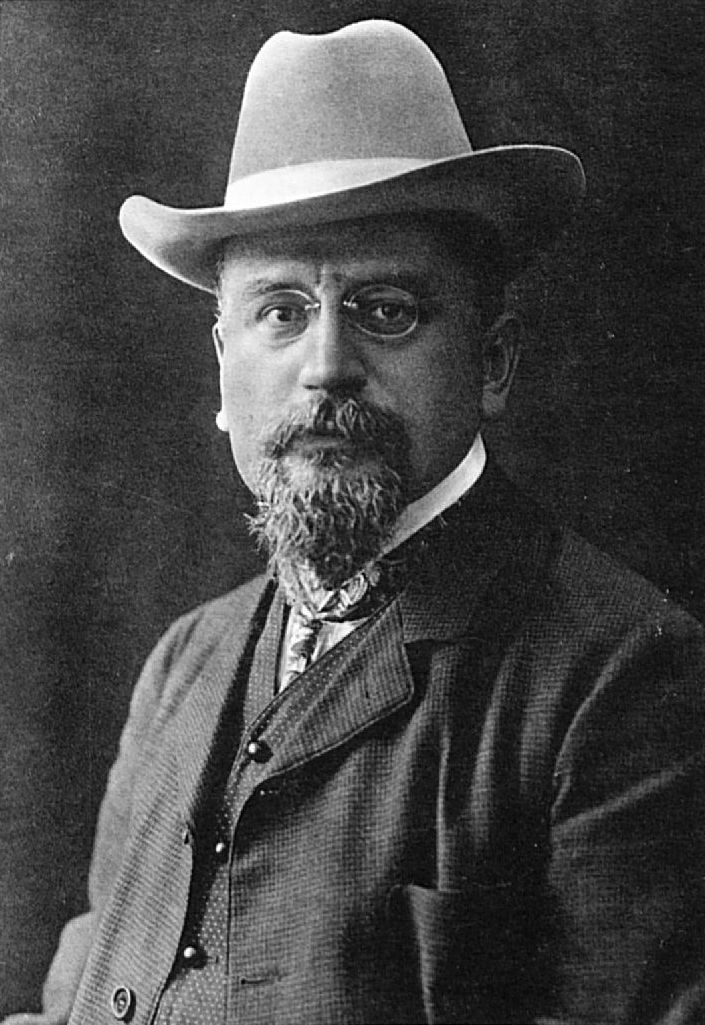
Max Verworn

Max Verworn, född 4 november 1863 i Berlin, död 23 november 1921 i Bonn, var en tysk fysiolog.
Verworn blev e.o. professor i fysiologi i Jena 1895, professor i Göttingen 1901 och i Bonn 1910. Han var banbrytande inom områden rörande cellens och därmed också de encelliga organismernas fysiologi; även nervcellernas funktioner var föremål för hans ingående forskning. Han främsta verk är den mycket uppmärksammade Allgemeine Physiologie (1895; sjätte upplagan 1915; översatt till flera språk). Han uppsatte 1902 "Zeitschrift für allgemeine Physiologie" och redigerade 1910-18 "Pflügers Archiv für die gesammte Physiologie". Han var även verksam på den prehistoriska arkeologins område.
Verworn ville i stället för en kausal världsåskådning uppställa en "konditional", som uppvisar företeelsernas komplicerade betingelser, vilka i sin fullständiga sammanfattning är deras väsen. Han försökte påvisa en fysikalisk-mekanisk förklaring av det organiska livet, specifikt i förhållandet mellan själ och kropp en "psykomonism", enligt vilken tingen är "innehåll i psyke". 

## Övriga skrifter i urval
- Psychophysiologische Protistenstudien (1889)
- Die Bewegung der lebendigen Substanz (1892)
- Die Biogenhypothese (1903)
- Die Frage nach den Grenzen der Erkenntnis (1908)
- Die Mechanik des Geisteslebens (1907; tredje upplagan 1914)